# Schloss Griset de Forel
Das Schloss Griset de Forel ist der ehemalige Herrschaftssitz von Middes (Gemeinde Torny) im Glanebezirk des Kantons Freiburg in der Schweiz.

## Lage und Name
Da die Gemeinde Torny heute zwei bedeutsame Schlösser besitzt, werden sie zur Unterscheidung nach den jeweiligen Erbauerfamilien genannt: Das Schloss in Torny-le-Grand heisst daher „Diesbach“, das Schloss in Middes „Griset de Forel“. Es steht nordwestlich der Ortslage an dem nach ihm benannten „Chemin du Château“.

## Geschichte
Bereits im 10. Jahrhundert vergab die Abtei Saint-Maurice ihre Besitzungen in Middes als Lehen. Es entwickelte sich eine Herrschaft, die wohl zunächst die Ministerialenfamilie innehatte, die sich nach dem Ort nannte und bis ins frühe 13. Jahrhundert nachweisbar ist. Vom 13. bis ins 16. Jahrhundert gehörte sie den Herren von Villarzel. Ihnen folgten die Familien de Loys und Reyff (beide vor dem Jahr 1575), de Lanthen-Heid und zuletzt ab dem Ende des 17. Jahrhunderts die Familie Griset de Forel. Diese stammte aus Estavayer-le-Lac und stellte den Savoyern mehrfach Kastlane, wofür das Haus Savoyen Godefroy Griset im Jahr 1527 den Adelstitel verlieh. Nach dem Erwerb der Herrschaft Forel im Jahr 1594 erweiterte die Familie ihren Namen auf die seitdem gängige Form „Griset de Forel“.
Sie konnte ihren Einfluss weiter ausweiten, bekleidete Ämter in Estavayer und darüber hinaus (Gubernator, Schultheiss, Landvogt) und erwarb etliche Herrschaften, darunter neben Font, Marnat, Trey, Cheyres und Ropraz auch die von Middes, die von 1478 bis 1798 zur Vogtei Montagny gehörte, was auch die Mitherren anerkennen mussten. In dieser Zeit liess die Familie das heutige Schloss errichten, dass in den Jahren 1748 bis 1749 für Nicolas des Griset, Vogt von Bulle, entstand. Allerdings nutzte es offenbar den Vorgängerbau, denn die Tür ist auf das Jahr 1676 datiert. Die Besitzer der Herrschaft waren in der Regel auch Herr von Forel, in einigen Fällen zudem von weiteren Herrschaften, etwa von Marsens. Die Herrschaft erlangte aber zugleich durch ihre zahlreichen Todesurteile in Hexenprozessen traurige Berühmtheit in der Rechtsgeschichte des 17. und 18. Jahrhunderts.
Der Einmarsch der Franzosen beendete die Zugehörigkeit zur Landvogtei Montagny, Middes kam zunächst zum Bezirk Payerne, 1803 zu Montagny, dann zu Dompierre (1831) und schliesslich zum Glanebezirk. Die Familie Griset de Forel konnte sich aber hier noch einige Jahrzehnte lang halten. Im Jahr 1830 suchte hier Sophie Barat mit ihrem Orden Zuflucht, siedelte sich dann aber im Folgejahr in Montet an. Danach wechselten die Besitzer wieder häufiger, darunter waren der Graf von Boursetty 1885, die Familie de Boccard bis 1903, Richard von Samper 1914, die Familie von Jean-Marie Musy oder auch die Familie Montenach.

## Beschreibung
Das Haupthaus ist ein symmetrischer Barockbau mit sieben Achsen und Mansarddach. Alle Fenster, Türen und Dachgauben weisen Segmentbögen auf. Über dem Haupteingang befindet sich ein kleiner Balkon. Die dorfabgewandte Seiten besitzt neun Fensterachsen. Den Schlossvorplatz umfasst ein kleines Rondell, an dem die Wirtschaftsbauten separat aber wie Flügelbauten rechtwinklig zum Schloss angeordnet stehen. Seitlich angeordnet am Haupthaus steht ein Turm, zu dem eine Galerie hinüberführt. Der Architekt war Johannes Paulus Nader, der sich an französischen Entwürfen orientierte. Das Schweizerische Inventar der Kulturgüter von nationaler und regionaler Bedeutung führt das Schloss auf seiner Liste als A-Objekt – d. h., es besitzt nationale Bedeutung – mit der KGS-Nummer 02230.